# Heriberto Andrés Bodeant Fernández
Heriberto Andrés Bodeant Fernández (Young, 15 giugno 1955) è un vescovo cattolico uruguaiano, dal 19 marzo 2021 vescovo di Canelones.

## Biografia

### Formazione e ministero sacerdotale
Bodeant ha frequentato i primi anni di scuola a Young. In seguito ha studiato a Paysandú, per poi ritornare alla sua città natale, dove ha svolto la carriera di insegnante tra il 1975 e il 1979. Nel 1980 entrò al seminario "Cristo Re" di Montevideo. Ha studiato filosofia e teologia, per poi diplomarsi in quest'ultima. È stato ordinato sacerdote il 27 settembre 1986 nella parrocchia del Sacro Cuore di Young da Carlos Alberto Nicolini, vescovo coadiutore di Salto.
Tra il 1986 e il 1988 è stato vicario parrocchiale alla Nostra Signora del Pilar a Fray Bentos. Nel 1988 è stato nominato consulente diocesano e si è trasferito a Paysandú. Tra il 1990 e il 1992 ha studiato alla facoltà di teologia presso l'istituto cattolico di Lione, in Francia. Dopo aver conseguito la laurea è tornato in Uruguay, dove ha insegnato all'Istituto cattolico dell'Uruguay e all'università cattolica di Paysandú. Nel 1993 è stato nominato parroco del Sacro Cuore di Gesù.

### Ministero episcopale
Il 28 giugno 2003 papa Giovanni Paolo II lo ha nominato vescovo ausiliare di Salto, titolare di Ampora; ha ricevuto la consacrazione episcopale il 27 settembre dello stesso anno dal gesuita Daniel Gil Zorrilla, vescovo di Salto.
Il 13 giugno 2009 papa Benedetto XVI lo ha nominato vescovo di Melo.
Il 19 marzo 2021 papa Francesco lo ha nominato vescovo di Canelones.
È stato due volte presidente della Commissione Nazionale Pastorale Giovanile e del Dipartimento per le vocazioni e i ministeri (2004 e 2009) all'interno della Conferenza Episcopale Uruguaiana. Dal 2010 ne è il segretario generale e come tale ha partecipato alla XXIII Assemblea generale della CELAM, svoltasi a Montevideo nel maggio del 2011.

## Genealogia episcopale
La genealogia episcopale è:
- Cardinale Scipione Rebiba
- Cardinale Giulio Antonio Santori
- Cardinale Girolamo Bernerio, O.P.
- Arcivescovo Galeazzo Sanvitale
- Cardinale Ludovico Ludovisi
- Cardinale Luigi Caetani
- Cardinale Ulderico Carpegna
- Cardinale Paluzzo Paluzzi Altieri degli Albertoni
- Papa Benedetto XIII
- Papa Benedetto XIV
- Papa Clemente XIII
- Cardinale Giovanni Francesco Albani
- Cardinale Carlo Rezzonico
- Cardinale Antonio Dugnani
- Arcivescovo Jean-Charles de Coucy
- Cardinale Gustave-Maximilien-Juste de Croÿ-Solre
- Vescovo Charles-Auguste-Marie-Joseph Forbin-Janson
- Cardinale François-Auguste-Ferdinand Donnet
- Vescovo Charles-Emile Freppel
- Cardinale Louis-Henri-Joseph Luçon
- Cardinale Charles-Henri-Joseph Binet
- Cardinale Maurice Feltin
- Cardinale Jean-Marie Villot
- Arcivescovo Franco Brambilla
- Vescovo Daniel Gil Zorrilla, S.I.
- Vescovo Heriberto Andrés Bodeant Fernández